# Nils Blommér
Nils Johan Olsson Blommér (Blommeröd, 12 giugno 1816 – Roma, 1º febbraio 1853) è stato un pittore svedese, esponente del movimento romantico.

## Biografia
Nato in un villaggio della Scania, iniziò la sua carriera mentre era ancora apprendista a Lund e dove, a 20 anni, tirava avanti dipingendo ritratti.

Ottenne qualche successo nel 1839, il che gli permise di mettere da parte abbastanza denaro per trasferirsi a Stoccolma.

Fu lì che assunse il nome di Blommér e venne accettato dalla "Fria konstenas akademi" dove fu allievo di Léon Cogniet. Vinse diverse volte il premio dell'Accademia, e infine ricevette una sovvenzione per un viaggio all'estero.

Trascorse quindi qualche tempo a Parigi, poi partì per l'Italia, dove, nel 1852, sposò Edla Gustafva Jansson, anch'ella pittrice. Ma qualche mese più tardi, a Roma, contrasse una polmonite acuta che lo portò alla morte nel 1853.
L'opera di Blommér denuncia chiaramente la sua appartenenza al romanticismo pittorico e, al tempo stesso, riflette la sua origine scandinava ed il suo lavoro sulla mitologia nordica. I titoli di alcuni suoi quadri evidenziano tale predilezione: Älfdrömmen, Sommattsdrömmen, Näken och Ägires döttrar, Brage och Iduna, Freyja, Locke och Sigyn e Älfvor.

## Galleria d'immagini

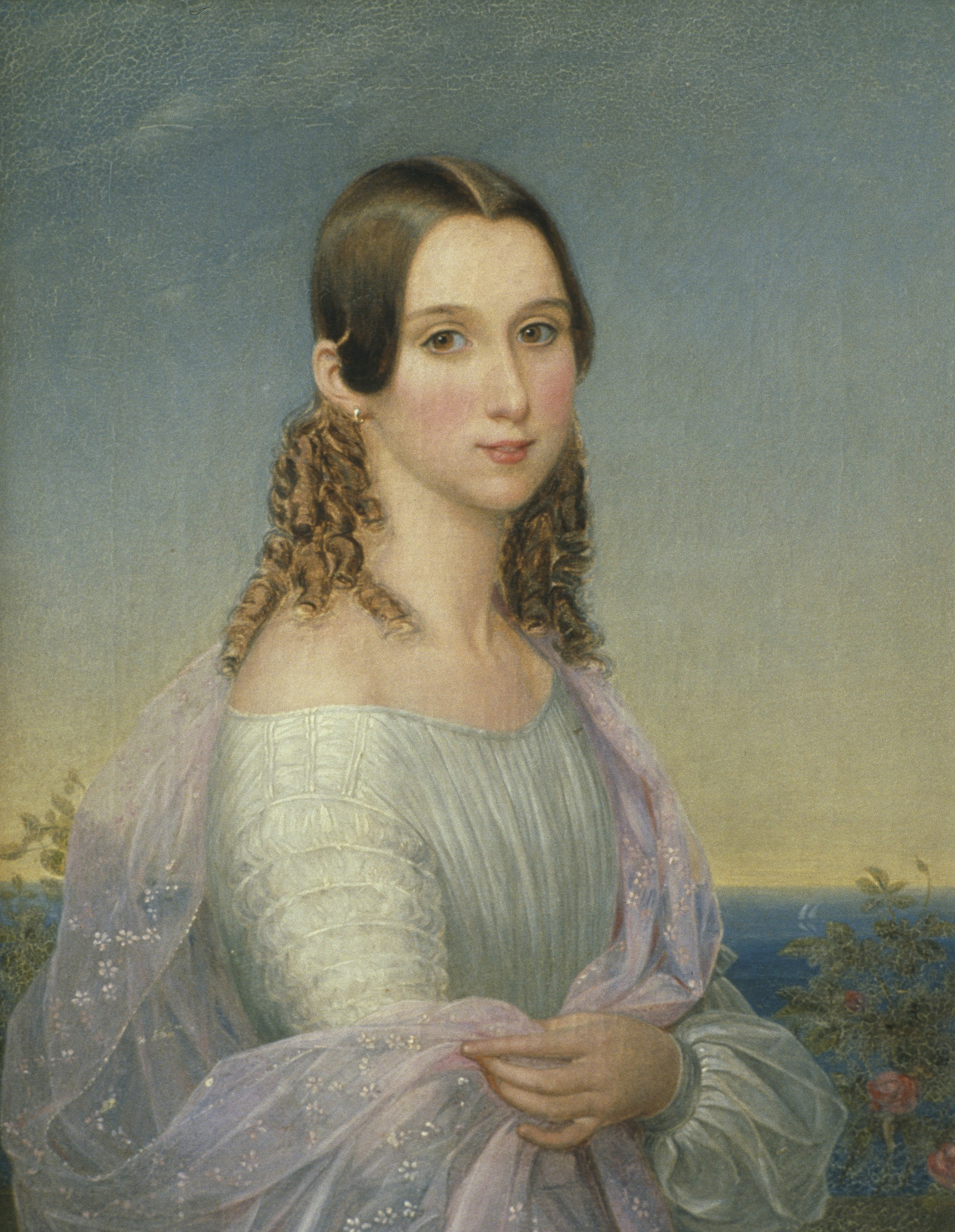
Eugenia di Svezia (1846).
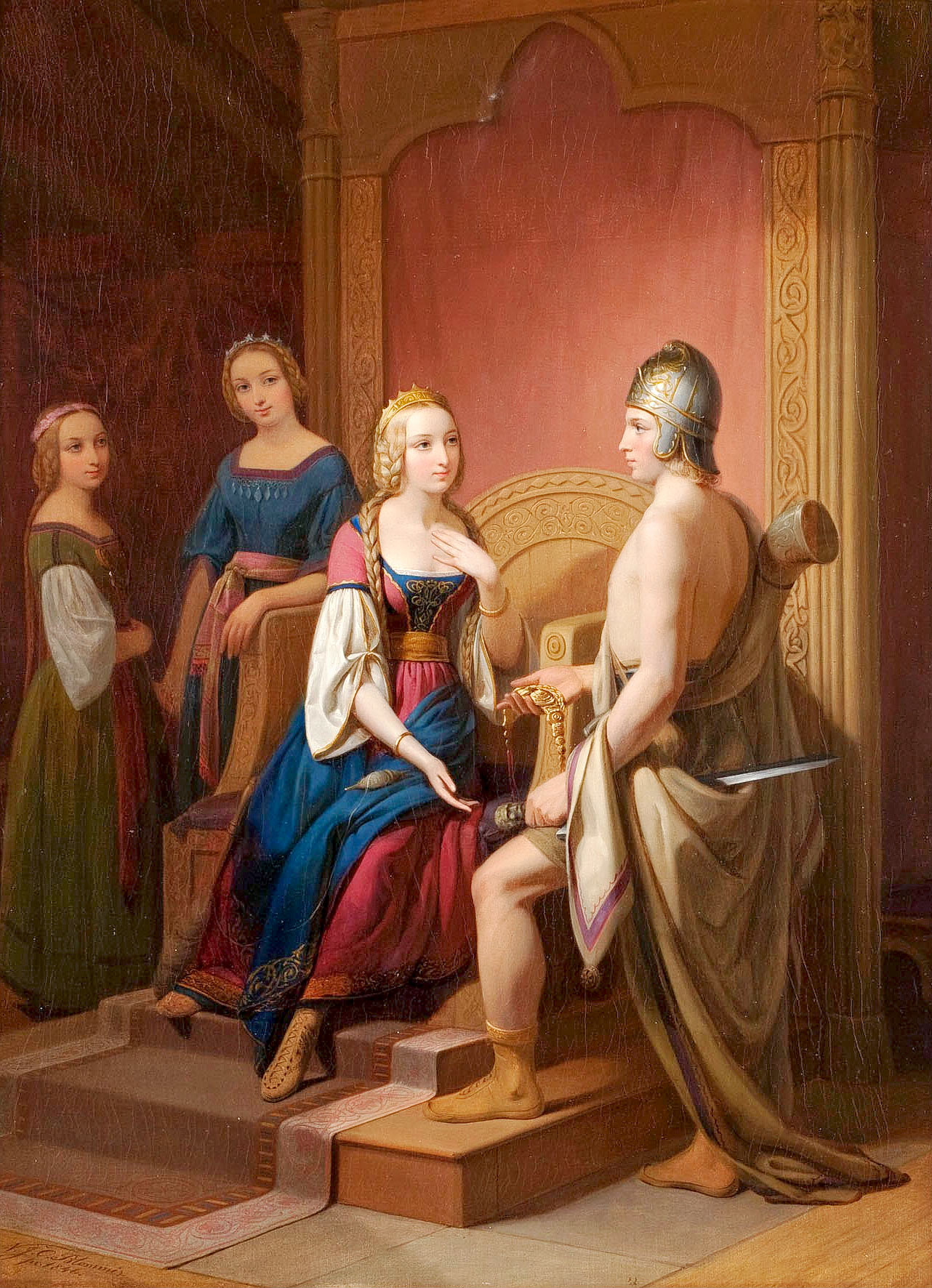
Heimdallr riporta il collier Bryfing a Freyja.
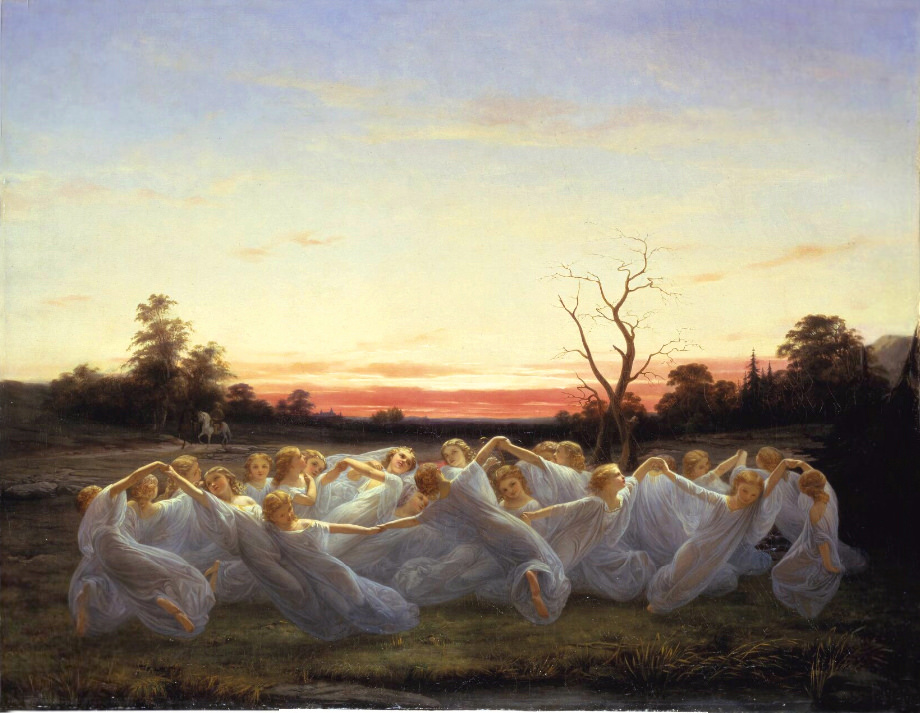
Ängsälvor («Elfi delle praterie»; 1850).
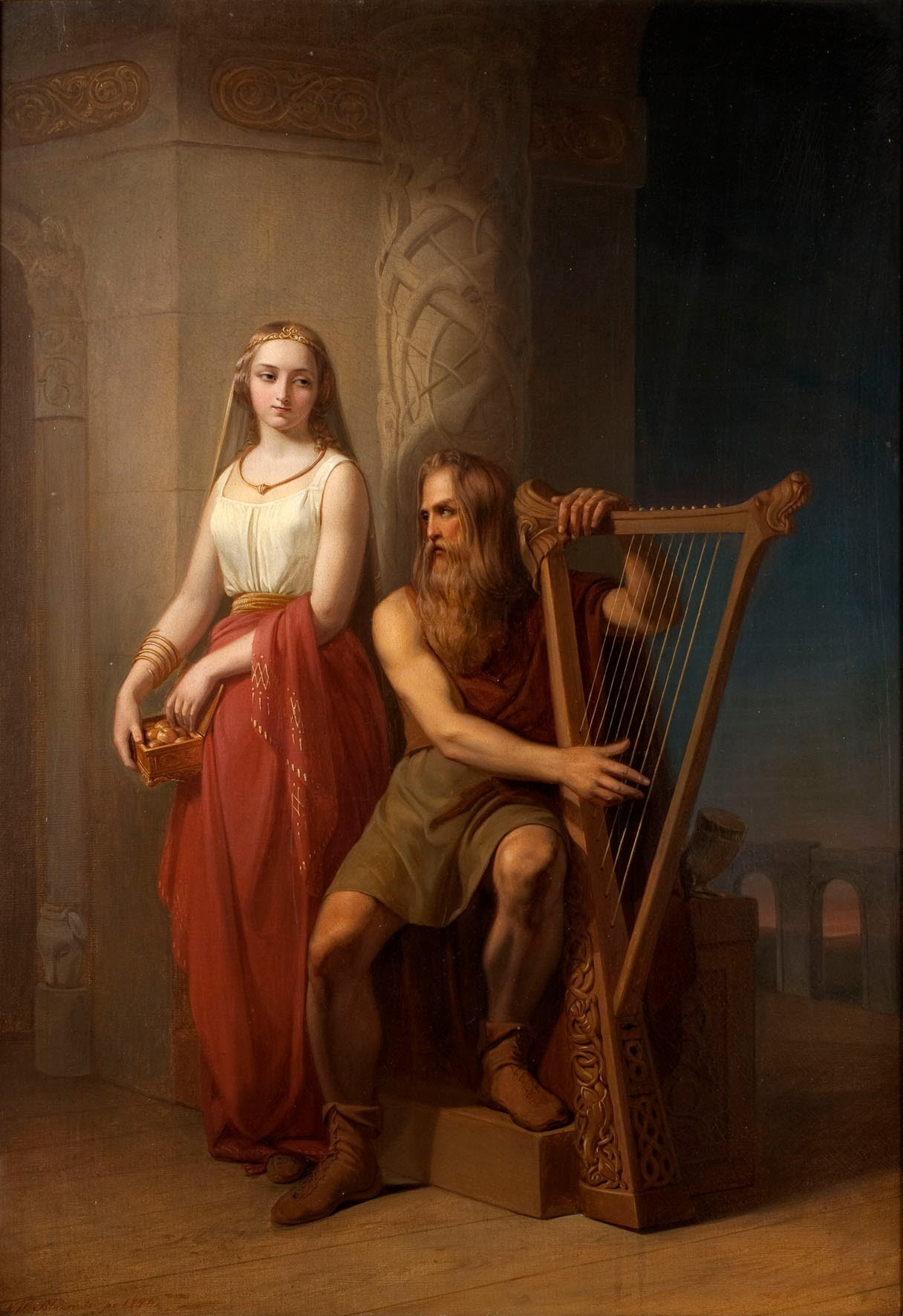
Bragi seduto suona l’arpa.
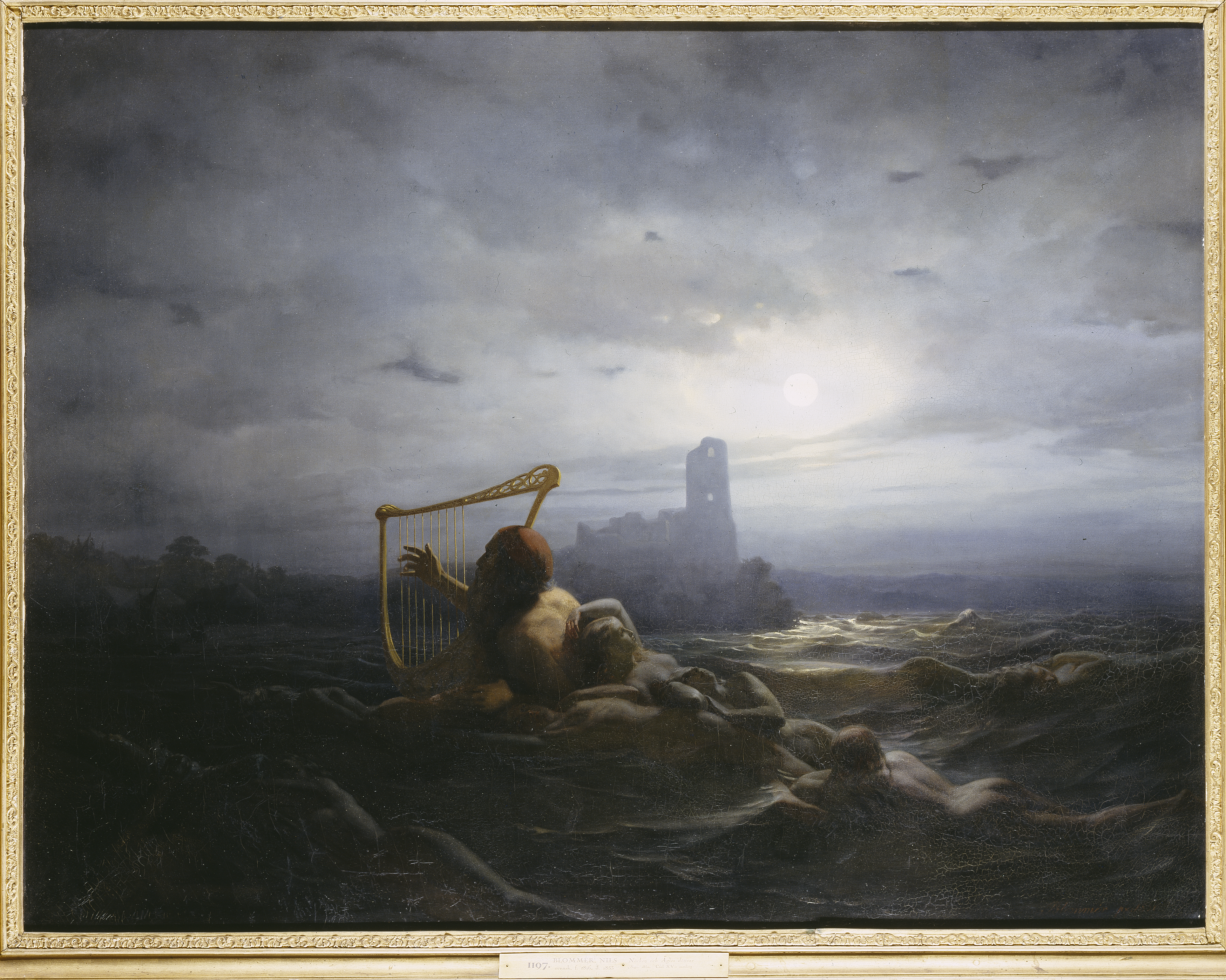
Lo spirito dell’acqua e le figlie di Agir.